# 田中德三
田中德三（1920年09月15日—2007年12月20日）日本的電影導演，是知名時代劇「眠狂四郎系列」的主要製作企劃人員，在工作於大映電影公司期間，也製作了當代不少膾炙人口的電影。

## 生平
1920年9月15日在大阪市東區（現今中央區）船場出生。
在就讀關西學院大學文學系時因為太平洋戰爭的爆發，所以被迫提早畢業，然後被招去軍中，戰爭末期，在蘇門達臘被俘，被盟軍關了1年，才於1946年被遣返回日本。
1948年因為任職於朝日新聞記者的兄長的建議之下，前往大映京都攝影所擔任導演助理。曾從事於溝口健二、市川崑、吉村公三郎、伊藤大輔、森一生等人，1958年正式成為導演，並拍攝了電影『化け猫御用だ』。
之後的電影生涯，和勝新太郎合作拍攝「惡名系列」和「無賴兵隊系列」、市川雷藏的「眠狂四郎系列」、田宮二郎主演的「犬系列」等多部叫好叫座的作品，大映倒閉之後仍到其他電影公司和電視台拍攝電影和電視劇。
2007年12月20日，因腦溢血在奈良橿原市的一家醫院去世，享年87歲。

## 電影導演作品
- 化け猫御用だ（1958年）
- 大江山酒天童子（1960年）
- 鯨神（1962年）
- 賭注之劍（1962年）
- 怪談雪女郎（1968年）
- 秘錄怪貓傳（1969年）
- 少年河内音頭取り物語（2007年）

- 惡名系列
  - 惡名（1961年）
  - 惡名續集（1961年）
  - 新惡名續集（1962年）
  - 第三惡名（1963年）
  - 惡名一番（1963年）
  - 惡名幟（1965年）
  - 惡名無敵（1965年）
  - 惡名櫻花（1966年）

- 犬系列
  - 宿無犬（1964年）

- 座頭市系列
  - 新座頭市物語（1963年）
  - 座頭市兇狀旅（1963年）
  - 聽見座頭市之歌（1966年）

- 眠狂四郎系列
  - 眠狂四郎殺法帖（1963年）
  - 眠狂四郎女地獄（1968年）

- 忍者系列
  - 忍者・霧隱才藏（1964年）

- 無賴兵隊系列
  - 無賴兵隊續集（1965年）
  - 新無賴兵隊（1966年）
  - 無賴兵隊之大逃亡（1966年）
  - 無賴兵隊之包在我身上（1967年）
  - 無賴兵隊之突襲（1967年）
  - 無賴兵隊之搶奪（1968年）

- 陸軍中野學校系列
  - 陸軍中野學校 龍三號指令（1967年）

## 電視劇
- 眠狂四郎（1972年，KTV，東映京都）
- 座頭市物語（CX、勝プロ）
- 新座頭市（CX、勝プロ）